# Llewellyn Thomas
Pour les articles homonymes, voir Thomas.
Llewellyn Hilleth Thomas est un physicien et mathématicien britannique né le 21 octobre 1903 à Londres et mort le 20 avril 1992 à Raleigh, en Caroline du Nord.

## Biographie
Né à Londres, il a étudié à l'université de Cambridge et a obtenu ses diplômes en 1924, 1927 et 1928. Lors d'un séjour académique en 1925-1926 à l'Institut Niels-Bohr à Copenhague, il a proposé la précession de Thomas en 1926, pour expliquer la différence entre les prédictions faites par la théorie de couplage entre spin et orbite et les observations expérimentales.
En 1929, il est devenu professeur de physique à l'université de l'État d'Ohio, où il est resté jusqu'en 1943. Il a épousé Naomi Estelle Frech en 1933. En 1935, il a dirigé la thèse de Leonard Schiff, qui a été publiée en collaboration avec lui. De 1943 à 1945, il a travaillé sur la balistique à l'Aberdeen Proving Ground dans le Maryland. 
En 1946, il est devenu un membre du groupe du laboratoire d'informatique du Thomas J. Watson Research Center à l'université Columbia où il est resté jusqu'en 1968. En 1958, il a été élu à l'Académie nationale des sciences. En 1963, il a été élu parmi les responsables du Thomas J. Watson Research Center. En 1968, il est devenu professeur à l'université d'État de Caroline du Nord jusqu'en 1976. En 1982, il a reçu le prix Davisson et Germer. 
Il est mort en 1992 à Raleigh en Caroline du Nord.

## Travaux
Il est connu pour ses contributions à la physique atomique, en particulier:
- La précession de Thomas, une correction de l'interaction entre spin et orbite en mécanique quantique, qui prend en compte la dilatation du temps relativiste entre l'électron et le noyau de l'atome.
- Le modèle de Thomas-Fermi, un modèle statistique de l'atome développé par la suite par Paul Dirac et Carl von Weizsäcker, qui a posé les bases de la théorie de la fonctionnelle de la densité (DFT).
- L'effet d'effondrement de Thomas, qui correspond à une valeur infinie de l'énergie de liaison des trois corps pour des potentiels nuls.

Son nom est aussi rattaché à une méthode d'élimination de Gauss pour les matrices tridiagonales, l'algorithme de Thomas.
En 1938, il propose de dépasser les limites relativistes de l'énergie des particules dans un cyclotron en faisant varier le champ magnétique avec le rayon et avec l'angle azimutal des trajectoires. Ce dispositif de modulation du champ magnétique par secteur est maintenant adopté dans tous les cyclotrons modernes.

## Publications
- Manuscript on the equation of motion of a spinning electron, 1926.
- Contributions to the theory of the motion of electrified particles through matter and some effects of that motion, 1927.
- Oral history interview with Llewellyn Hilleth Thomas, 1962.
- Distinguished speakers session, Société américaine de physique, 1982.
- History of physics contributed papers, Société américaine de physique, 2010.
- The calculation of atomic fields.
- The Paths of ions in the cyclotron I. Orbits in the magnetic field.
- The Stability of plane Poiseuille flow.
- Llewellyn Hilleth Thomas papers.